# Lorenz van Oostenrijk-Este
Lorenz Otto Carl Amadeus Thadeus Maria Pius Andreas Marcus d'Aviano (Boulogne-Billancourt, 16 december 1955), prins van België, (Belgisch:) aartshertog van Oostenrijk-Este, is sinds 1984 de echtgenoot van de Belgische prinses Astrid, de dochter van koning Albert II. Hij verkreeg in 1995 de titel prins van België.
Hij is de oudste zoon van Robert - tweede zoon van keizer Karel I en Zita van Bourbon-Parma - en van Margherita van Savoye-Aosta. Hij studeerde aan de universiteiten van Sankt Gallen en Innsbruck en behaalde een diploma in economische en sociale wetenschappen. Daar was hij lid van de monarchistische studentenvereniging K.Ö.L. Theresiana Inssbruck im K.Ö.L.

## Activiteiten
Hij werkt in de banksector, maar woont regelmatig officiële activiteiten bij. De aartshertog krijgt echter geen dotatie, ook zijn kinderen krijgen dit niet. Hij is een van de vier managing partners van de Zwitserse privébank E. Gutzwiller & Cie. Banquiers, waar hij sinds 1983 werkt.
Samen met zijn oom Carl Ludwig kloeg hij tevergeefs aan dat hij verbannen is uit Oostenrijk en dat hij zich niet kandidaat mocht stellen voor het Oostenrijkse presidentschap, omdat hij lid is van familie die vroeger over Oostenrijk regeerde. De Europese Commissie voor de Rechten van de Mens wees hun zaak af.
In 1993 was hij consultant voor SWIFT. In 1995 werd hij adviseur voor de raad van bestuur van de Franse bank BNP Paribas. Hij bekleedde bestuursmandaten bij chemiebedrijf UCB, het Franse afvalverwerkingsbedrijf SITA en het Amerikaanse waterbeheerbedrijf Ondeo Nalco.
Lorenz verleende permanent zijn hoge bescherming aan Europæ Thesauri sinds 2005, is sinds 2004 erevoorzitter van de Koninklijke Vereniging der Historische Woonsteden en Tuinen van België en erevoorzitter van het Erfgoedfonds van de Koning Boudewijnstichting. Hij is tevens vicevoorzitter van de Société des Amis van de Almanach de Gotha.
Prins Lorenz werd door de voormalige koning Michael van Roemenië in 2015 benoemd als lid van de Roemeense kroonraad. Daarnaast werd hij bevorderd tot grootkruis in de Orde van de Kroon.
Hij was extern bestuurder van de Cypriotische holding Fletcher Group van de Russische oligarch Vladimir Lisin. Lisin was een van de weinige Russische oligarchen die niet op de sanctielijst van de Europese Unie kwam te staan nadat Rusland in februari Oekraïne was binnengevallen. In april 2022 nam hij er ontslag.

## Stamboom
Lorenz geldt als hoofd van de zijtak Oostenrijk-Este; zijn neef Karl Habsburg-Lotharingen is hoofd van het huis Habsburg-Lotharingen, rechtstreekse afstamming van Oostenrijk-Hongarije. Dit zijn de twee belangrijkste takken van de Oostenrijkse Habsburgers. Lorenz' grootvader via zijn moeder was Amadeus van Savoye, derde hertog van Aosta; hiermee heeft de prins ook Italiaans koninklijk bloed. Zijn grootmoeder was Anne van Orléans (1906-1986), een dochter van Jean van Orléans (1874-1940) en Isabelle van Orléans (1878-1961).
Langs zijn vaders zijde heeft hij Portugees koninklijk bloed: Maria Antonia van Bragança was zijn overgrootmoeder. Zij was de moeder van Zita, de laatste keizerin van Oostenrijk en op haar beurt de grootmoeder van Lorenz.
Op 22 september 1984 trad hij in het huwelijk met prinses Astrid waarmee voor de vierde keer een Habsburger in de Belgische koninklijke familie kwam. Aanvankelijk woonde het paar in Bazel, sinds 1993 echter in België.
Uit dit huwelijk zijn vijf kinderen geboren:
- Amedeo (21 februari 1986)
- Maria Laura (26 augustus 1988)
- Joachim (9 december 1991)
- Luisa Maria (11 oktober 1995)
- Laetitia Maria (23 april 2003)

Zij voeren sinds hun geboorte de niet-officiële of erkende titels aartshertog(in) van Oostenrijk. Op 2 december 1991 ontvingen ze bij Koninklijk Besluit tevens de titel prins(es) van België. Ook Lorenz zelf kreeg deze titel op 10 november 1995.

## Titels
- 1955-1995: Zijne Keizerlijke Hoogheid Aartshertog Lorenz van Oostenrijk-Este, Keizerlijk Prins van Oostenrijk, Koninklijk Prins van Hongarije.
- 1995-1996: Zijne Keizerlijke en Koninklijke Hoogheid Prins Lorenz van België, Aartshertog van Oostenrijk-Este, Keizerlijk Prins van Oostenrijk, Koninklijk Prins van Hongarije.
- 1996-heden: Zijne Keizerlijke en Koninklijke Hoogheid Prins Lorenz van België, niet-officiële titels: Aartshertog van Oostenrijk-Este, Keizerlijk Prins van Oostenrijk, Koninklijk Prins van Hongarije, Bohemen en Kroatië.

Sinds 1996, na de dood van zijn vader is hij het hoofd van de tak Oostenrijk-Este.

## Ordes
| Lint               | Land                  | Decoratie                                                              | Referentie     |
| Belgische orde     | Belgische orde        | Belgische orde                                                         | Belgische orde |
| ------------------ | --------------------- | ---------------------------------------------------------------------- | -------------- |
|                    | België (Ordes)        | Grootlint in de Leopoldsorde                                           | [ 5 ]          |
| Buitenlandse ordes |                       |                                                                        |                |
|                    | Duitsland             | Grootkruis in de Orde van Verdienste van de Bondsrepubliek Duitsland   | [ 6 ]          |
|                    | Luxemburg (Ordes)     | Grootkruis in de Orde van Verdienste van Adolf van Nassau (2007)       | [ 7 ]          |
|                    | Nederland (Ordes)     | Grootkruis in de Kroonorde (2006)                                      | [ 8 ]          |
|                    | Noorwegen             | Grootkruis in de Orde van Verdienste                                   | [ 9 ] [ 10 ]   |
|                    | Portugal              | Grootkruis in de Orde van de Infant Dom Henrique (08/03/2006)          | [ 11 ]         |
|                    | Spanje                | Grootkruis in de Orde van Burgerlijke Verdienste (12/05/2000)          | [ 12 ] [ 13 ]  |
|                    | Zweden (Ordes)        | Commandeuren-Grootkruis in de Orde van de Poolster                     | [ 14 ]         |
| Huisordes          |                       |                                                                        |                |
|                    | Keizerrijk Oostenrijk | Ridder in de Orde van het Gulden Vlies (Huis Lotharingen)              |                |
|                    | Koninkrijk Montenegro | Ridder Grootkruis in de Orde van Danilo van Montenegro (Huis Petrović) |                |